# 美作中継局
美作中継局（みまさかちゅうけいきょく）は、岡山県美作市中心部の塩垂山にあるテレビジョン放送の重要中継局及び小規模中継局である。

## 放送区域
地上デジタル放送におけるこの中継局の電波法に定める放送区域（1mV/m）は岡山県美作市の一部、約2,400世帯である。具体的には美作市のうち北原から美作市中心部を経由し位田へ至る吉野川沿い及びそこから城田付近と、中心部から楢原中へ至る梶並川沿いのいずれも平地部に当たる。

## 歴史
- 1965年（昭和40年）11月1日 - NHK岡山放送局総合テレビジョン美作中継局および教育テレビジョン美作中継局開局。
- 1986年（昭和61年）5月30日 - RNC西日本放送美作中継局開局。
- 2006年（平成18年）4月3日 - アナアナ変換対策開始に伴い新アナログチャンネル放送開始。
- 2006年（平成18年）6月21日 - アナアナ変換に関わる旧アナログチャンネル停波。
- 2008年（平成20年）8月31日 - テレビせとうちを除く全局で地上デジタルテレビジョン放送開始。
- 2012年（平成24年）4月20日 - アナログ未開局だったテレビせとうちがデジタル新局として地上デジタルテレビジョン放送開始。

### アナアナ変換
この中継局もデジタル放送開始にあわせて全国的に行われた現行アナログチャンネルの移行、いわゆる「アナアナ変換」の対象となり、2006年4月3日より対策を開始、2006年6月21日には旧チャンネルを停波し新チャンネルに移行した。対象となったアナログチャンネルはOHK岡山放送（32ch+→51ch）の1波である。対策世帯は美作市の一部、約1,300世帯。
停波した旧アナログチャンネル32chは、NHK岡山総合テレビのデジタルチャンネルとして岡山親局や県内の多くの中継局で使用されている。

### 地上デジタル放送
この中継局のデジタル化は2008年半ばで、この地域の中継局としては大規模中継局のデジタル化が完了し、重要及び小規模中継局のデジタル化が始まった頃である。この前には香川県の「讃岐白鳥中継局」、岡山県内に限れば「高梁中継局」と「久世中継局」が開局しており、この後には「美作加茂中継局」が続いた。なお本放送開始は「湯原中継局」と同日である。
テレビせとうちを除く各局は2008年6月26日に中国総合通信局より予備免許交付、6月30日より試験放送を開始し、2か月後の8月31日に本放送を開始した。
テレビせとうちは2012年3月16日に中国総合通信局より予備免許交付。3月26日より試験放送を開始し、4月20日に本放送を開始した（本免許交付は4月18日）。

## 施設
中継局は美作市中心部に位置する塩垂山の東側の峰、標高180m付近に存在する。麓には湯郷温泉がある。
この中継局は長らくアナログ・デジタル共にTSCテレビせとうちが電波を出していなかった。TSCは過去にアナログ30chで開局する予定であったものの、結局開局することなくアナログ放送が終了することになったが、デジタル放送でようやく開局する見通しがたった。送信チャンネルはTSC金甲山親局のアナログ放送に割り当てられていた23chが使用される。デジタル放送完全移行後のTSC中継局開局は当中継局が初めてとなる（2012年度のTSC中継局開局も当中継局のみ）。なお、美作市ケーブルテレビでは以前からTSCが再送信されているためこちらに加入すれば視聴可能である。
局所規模はNHKが重要中継局、民放が小規模中継局である。

## 地上デジタルテレビジョン放送送信設備
| リモコンキーID                                                          | 放送局名          | 物理チャンネル | 空中線電力 | ERP   | 放送対象地域   | 放送区域内世帯数 |
| ----------------------------------------------------------------------- | ----------------- | -------------- | ---------- | ----- | -------------- | ---------------- |
| 1                                                                       | NHK岡山総合テレビ | 49ch           | 300mW      | 1.1W  | 岡山県         | 約2,400世帯      |
| 2                                                                       | NHK岡山教育テレビ | 47ch           | 300mW      | 1.1W  | 全国放送       | 約2,400世帯      |
| 4                                                                       | RNC西日本放送     | 34ch           | 300mW      | 1.15W | 岡山県・香川県 | 約2,400世帯      |
| 5                                                                       | KSB瀬戸内海放送   | 38ch           | 300mW      | 1.1W  | 岡山県・香川県 | 約2,400世帯      |
| 6                                                                       | RSK山陽放送       | 46ch           | 300mW      | 1.1W  | 岡山県・香川県 | 約2,400世帯      |
| 7                                                                       | TSCテレビせとうち | 23ch           | 300mW      | 1.35W | 岡山県・香川県 | 約2,400世帯      |
| 8                                                                       | OHK岡山放送       | 37ch           | 300mW      | 1.15W | 岡山県・香川県 | 約2,400世帯      |
| ※全局局名は美作局 ※全局に指向性あり ※中継局であるためコールサインは無い |                   |                |            |       |                |                  |

## 地上アナログテレビジョン放送送信設備
| チャンネル | 放送局名          | 空中線電力          | ERP                | 放送対象地域   | 放送区域内世帯数 |
| --- | ----------------- | ------------------- | ------------------ | -------------- | ---------------- |
| 1- | NHK岡山総合テレビ | 映像100mW/ 音声25mW | 映像160mW/音声40mW | 岡山県         | -                |
| 4+ | NHK岡山教育テレビ | 映像100mW/ 音声25mW | 映像145mW/音声37mW | 全国放送       | -                |
| 6- | RSK山陽放送       | 映像100mW/ 音声25mW | 映像150mW/音声38W  | 岡山県・香川県 | -                |
| 26+ | KSB瀬戸内海放送   | 映像3W/ 音声750mW   | 映像12.5W/音声3.2W | 岡山県・香川県 | -                |
| 28+ | RNC西日本放送     | 映像3W/ 音声750mW   | 映像12.5W/音声3.2W | 岡山県・香川県 | -                |
| 51 | OHK岡山放送       | 映像3W/ 音声750mW   | 映像12.5W/音声3.2W | 岡山県・香川県 | -                |
| ※全局局名は美作局 ※VHF局は垂直偏波 ※全局に指向性あり ※中継局であるためコールサインは無い ※1ch、6chはオフセット-10kHz局※26ch、28chはオフセット-10kHz局 |                   |                     |                    |                |                  |